# التروداكتيليات
التروداكتيليات (مشتقة من الكلمتين الإغريقيتين "πτερόν" - أي بتيرون بدلاً من بتريكس الاعتيادية - والتي تعني «جناح» و"δάκτυλος" - أي داكتيلوس - وتعني الإصبع، وبهذا يُصبح معنى الاسم "الإصبع المُجنح" أو "جناح الإصبع"[بحاجة لمصدر]) هيَ واحدة من تحت رتبتي مجموعة التروصورات (السحالي المُجنحة)، وهي تحتوي أغلبية أنواع البتروصورات المَعروفة. ظهرت هذه الزواحف في البداية خلال العصر الجوراسي المتأخر في قارات آسيا وأوروبا وأفريقيا، وقد تراوحت أحجامها من أصغر البتروصورات المَعروفة إلى بعض أكبر الفقاريات الطائرة التي عاشت على الإطلاق (مثل الكويتزالكوتلس). كانت البتروداكتيليات تختلف عن أسلافها الرامفورينية بأذيالها القصيرة وبأمشاط أيدي أجنحتها الطويلة، وأيضاً بافتقار بعض أنواعها إلى الأسنان. وكانت تملك العديد من أنواع البتروداكتيليات أعرافاً مُتميزة تبرز من رؤوسها، استخدمتها أحياناً بعض الأنواع ذات الأعراف العملاقة للاستعراض أثناء التزاوج مثل النيكتوصور والتوبانداكتيل.[بحاجة لمصدر] تتشارك البتروداكتيليات العديد من الصفات المُميزة فيما بينها بما في ذلك ذيولها القصيرة التي تحوي 15 فقرة ذيلية وبأعرافها الفريدة. كانت البتروداكتيليات (خصوصاً فصيلة الأزداركتيات) آخر البتروصورات الناجية عندما بدأت المَجموعة بالانقراض في أواخر العصر الطباشيري، وذلك جنباً إلى جنب مع الديناصورات والزواحف البحرية العملاقة الشبيهة بها.
كثيراً أيضاً ما يُستخدم مُصطلح «البتروداكتيل» للإشارة إلى البتروصورات البتروداكتيلية المُختلفة، ولكن مع ذلك فيُمكن أن يُستخدم أيضاً في بعض الأحيان للإشارة إلى البتروصورات عموماً أو إلى جنس البتروداكتيل خصوصاً. من أنواع البتروداكتيليات الشهيرة أيضاً البتروداكتيل والدسونغاريبتيروس والبتيرانودون والكويتزالكوتلس.

## التصنيف
بالرغم من اعتبار العديد من الباحثين أن رتيبة البتروصورات الأخرى (الرامفورينيات) هي شبه عرق، فعلى العكس منها لم يَشك أحد جدياً من قبل بأحادية عرق البتروداكتيليات. لكن مع أن الباحثين َيَتفقون عموماً أيضاً على حيثيات انتماء كل نوع بتروداكتيلي إلى فرعه الحيوي، إلا أنه بدأ يَظهر حديثاً جدل حول العلاقات العامة بين الفروع الحيوية ضمن مجموعة البتروداكتيليات.
- رتيبة البتروداكتيليات:
  -     - جنس نيمكولوبتيرس.[بحاجة لمصدر]

  - فوق فصيلة الأزداركتديات.
    - فصيلة الأزداركتيات.
    - فصيلة لونكوديكتيس.
    - فصيلة التابجاريات.

  - فوق فصيلة الكتينوتشاسماتيات.
  - فوق فصيلة الدسونغاريبتيريات.
  - فوق فصيلة الأورنيثوكيرويات.
  - فصيلة الإستيوداكتيليات.
  - فصيلة الأورنيثوكيريات.
  - فصيلة البتيرانودونيات.

## وصلات خارجية
- البتروصوريا - البتروداكتيليات - على موقع داينو داتا.
- تصنيف رتيبة البتروداكتيليات.